# Centrifugació diferencial
La centrifugació diferencial és un procediment comú en microbiologia i citologia que s'usa per a separar determinades parts de cèl·lules com orgànuls o macromolècules. En el procés, el teixit de la mostra s'homogenitza per tal de trencar la membrana cel·lular i barrejar els components cel·lulars. L'homogeneïtzat es sotmès a successives centrifugacions, retirant el sediment i incrementant la força centrífuga en cadascuna d'elles. Per a finalitzar el procés de purificació es pot realitzar una sedimentació d'equilibri, on s'extreu la capa corresponent al pes molecular esperat d'acord a un patró control.
La separació es basa en la mida i densitat sedimentant a baixes forces centrífugues d'aquelles partícules de major pes i densitat. Per exemple, les cèl·lules no lisades solen sedimentar a 1.000 g durant cinc minuts. Els fragments cel·lulars de menor mida i els orgànuls resten al sobrenadant i requereixen major força i temps de centrifugació per a sedimentar en el sediment. En general es poden enriquir en el següent ordre:
1. Cèl·lules i nuclis cel·lulars.
2. Mitocondris, lisosomes i peroxisomes;
3. Microsomes (vesícules de REP); i
4. Ribosomes i citosol.

La ultracentrifugació d'àcids nucleics és un mètode d'aïllament i fraccionament d'àcids nucleics. Els àcids nucleics, són macromolècules constituents de l'àcid desoxiribonucleic formades per nucleòtids units mitjançant enllaços fosfodièster, que poden tenir mides globals, composició de bases nitrogenades, topologia i seqüències diferents. És aquesta propietat dels àcids nucleics que permet el seu fraccionament.
La ultracentrifugació va ser inventada per Theodor Svedberg, físic i químic suec, al voltant de l'any 1926. Es tracta d'un mètode de separació de components en el que es generen forces centrífugues que arriben a una força 500.000 vegades superior a la força de gravetat, ja que les ultracentrífugues treballen a velocitats entre 15.000 rpm i 75.000 rpm, provocant la sedimentació de les partícules més grans al fons del tub i evitant la seva difusió. A l'hora de realitzar una ultracentrifugació, s'ha de tenir en compte el principi de resistència per fricció; és per això que s'ha de realitzar en un ambient blindat i pràcticament buit. Hi ha dos tipus de separació d'àcids nucleics per ultracentrifugació: la sedimentació per velocitat i la centrifugació d'equilibri.

## Sedimentació per velocitat
En la sedimentació per velocitat les molècules d'àcid nucleic se separen segons la longitud del nucleòtid. Habitualment, el tub d'ultracentrifugació conté prèviament un gradient de densitat discontinu de solucions amb una concentració creixent de sacarosa; també es poden utilitzar gradients de densitat de glicerol o de sals de cesi com el clorur o el trifluoroacetat. Per tant, les solucions constituents d'aquest gradient són cada vegada més denses i viscoses des de la superfície al fons del tub. La mostra que conté la barreja de molècules d'àcid nucleic a separar, es deposita acuradament al tub, aquest s'introdueix a la ultracentrífuga i comença el procés de separació. La sedimentació per velocitat es basa en el fet que les molècules d'àcid nucleic, a grans forces centrífugues, es desplacen pel gradient a una velocitat que ve determinada pel seu coeficient de sedimentació (S). El coeficient de sedimentació d'una partícula o macromolècula és el quocient de la seva velocitat constant de sedimentació v (en m/s) i l'acceleració aplicada per la ultracentrífuga c (en m/s²).
Quan més gran és el coeficient de sedimentació (S) d'un àcid nucleic, més lluny es mou aquest en un període determinat d'ultracentrifugació, i per tant, més s'enfonsa en el tub. Al treure la mostra de la ultracentrífuga, aquesta es troba fraccionada: els àcids nucleics es troben separats per mida. L'alta viscositat del component del gradient (sacarosa, glicerol, etc.), impedeix que els àcids nucleics fraccionats es barregin per convecció o manipulació, fent que els que tenen valors idèntics de S es trobin en un mateix nivell formant una banda. Amb aquesta tècnica, es pot identificar el valor de S de molècules de DNA introduint al tub marcadors de S conegut.

## Ultracentrifugació d'equilibri o isopícnica
Aquesta tècnica d'ultracentrifugació s'empra per separar molècules àcids nucleics amb el mateix coeficient de sedimentació (S) segons la seva densitat de flotació. Generalment, en aquest procediment s'utilitzen solucions molt concentrades de sals de cesi (clorur de cesi o sulfat de cesi), en les que s'introdueix la barreja de DNA. Seguidament s'inicia un procés d'ultracentrifugació prolongat (de dos a tres dies de duració). Durant la ultracentrifugació prolongada, els ions de cesi es dirigeixen lentament al fons del tub formant d'aquesta manera un gradient de densitat continu en tota la columna de líquid. Posteriorment el gradient s'estabilitza per la tendència natural de difusió dels ions. A mesura que es forma aquest gradient, les molècules individuals de DNA es mouen per flotació fins que arriben a una posició amb una densitat de flotació equivalent a la pròpia, en la qual s'aturen. Aquesta tècnica permet separar molècules de DNA amb diferent composició de bases nitrogenades per tant d'àcids nucleics.